# Paide kommun
Paide vald är en kommun i Estland.   Den ligger i landskapet Järvamaa, i den centrala delen av landet, 70 km sydost om huvudstaden Tallinn.
Följande samhällen finns i Paide vald:
- Tarbja
- Sargvere